# Самба Бойї
Самба Бойї (*д/н —бл. 1707) — сатігі (імператор) держави Фута-Торо в 1702—1707 роках.

## Життєпис
Походив з династії Даніанке. Син сатігі Гелааджо Табари II. Замолоду був наближений до кланів торобе (мусульманських проповідників), що були невдоволені поміркованою політикою сатігі Сіре Табакалі проти немусульман.
У 1702 році Самба Бойї зумів захопити трон. Втім своєю нетерпимістю та порушенням законів спадкоємства спричинив початок тривалої боротьби за владу між різними гілками правлячої династії. Протягом усього панування мусив придушувати заколоти. Помер або був повалений 1707 року. Йому спадкував зведений брат Самба Донде.